# Мисткі-Жим
Мисткі-Жим (пол. Mystki-Rzym) — село в Польщі, у гміні Високе-Мазовецьке Високомазовецького повіту Підляського воєводства.
Населення — 193 особи (2011).
У 1975-1998 роках село належало до Ломжинського воєводства.

## Демографія
Демографічна структура станом на 31 березня 2011 року:
|          | Загалом | Допрацездатний вік | Працездатний вік | Постпрацездатний вік |
| -------- | ------- | ------------------ | ---------------- | -------------------- |
| Чоловіки | 96      | 23                 | 59               | 14                   |
| Жінки    | 97      | 22                 | 45               | 30                   |
| Разом    | 193     | 45                 | 104              | 44                   |